# Стасидія

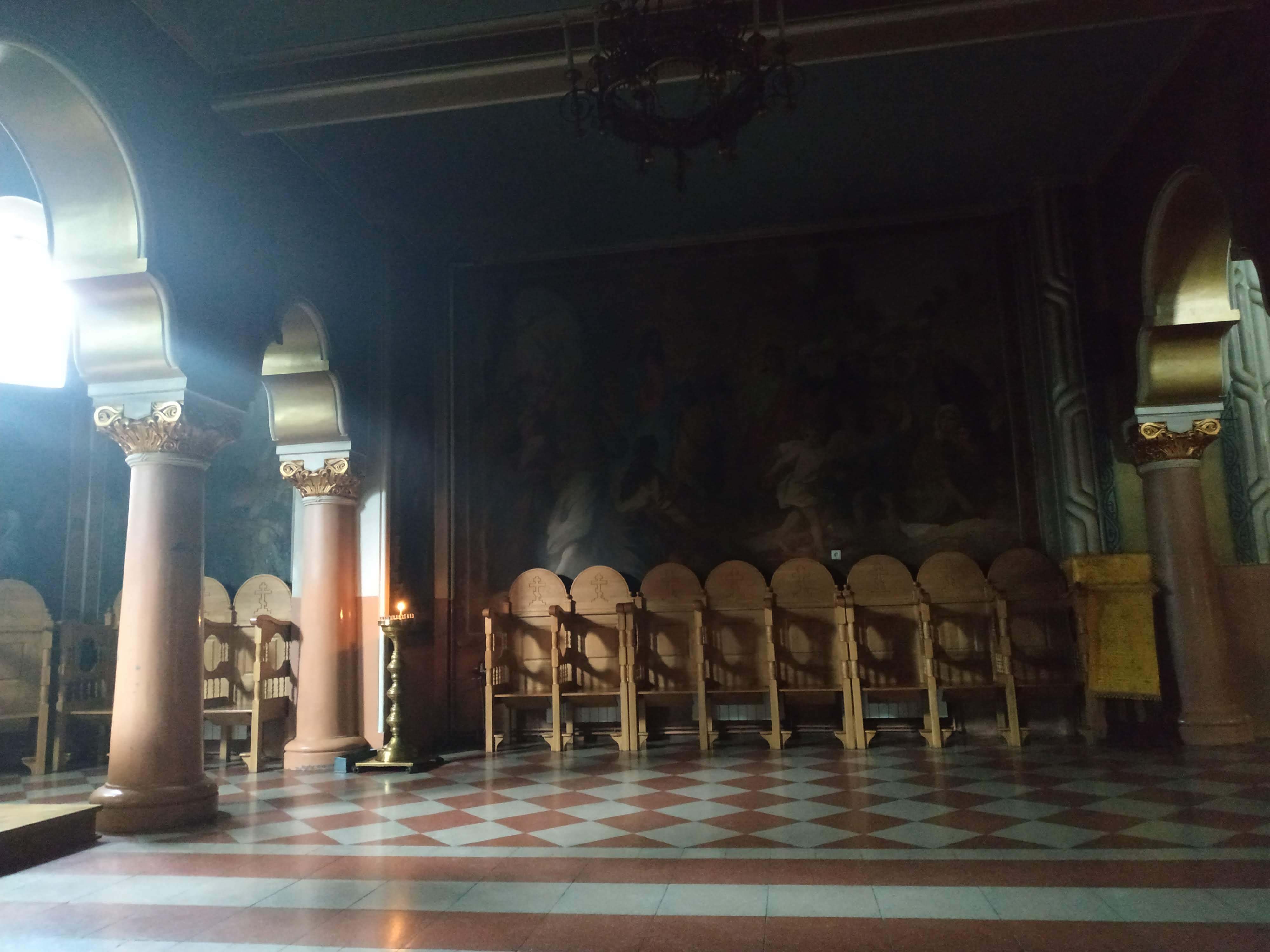
Стасидії в Чернівцях в храмі УПЦ МП

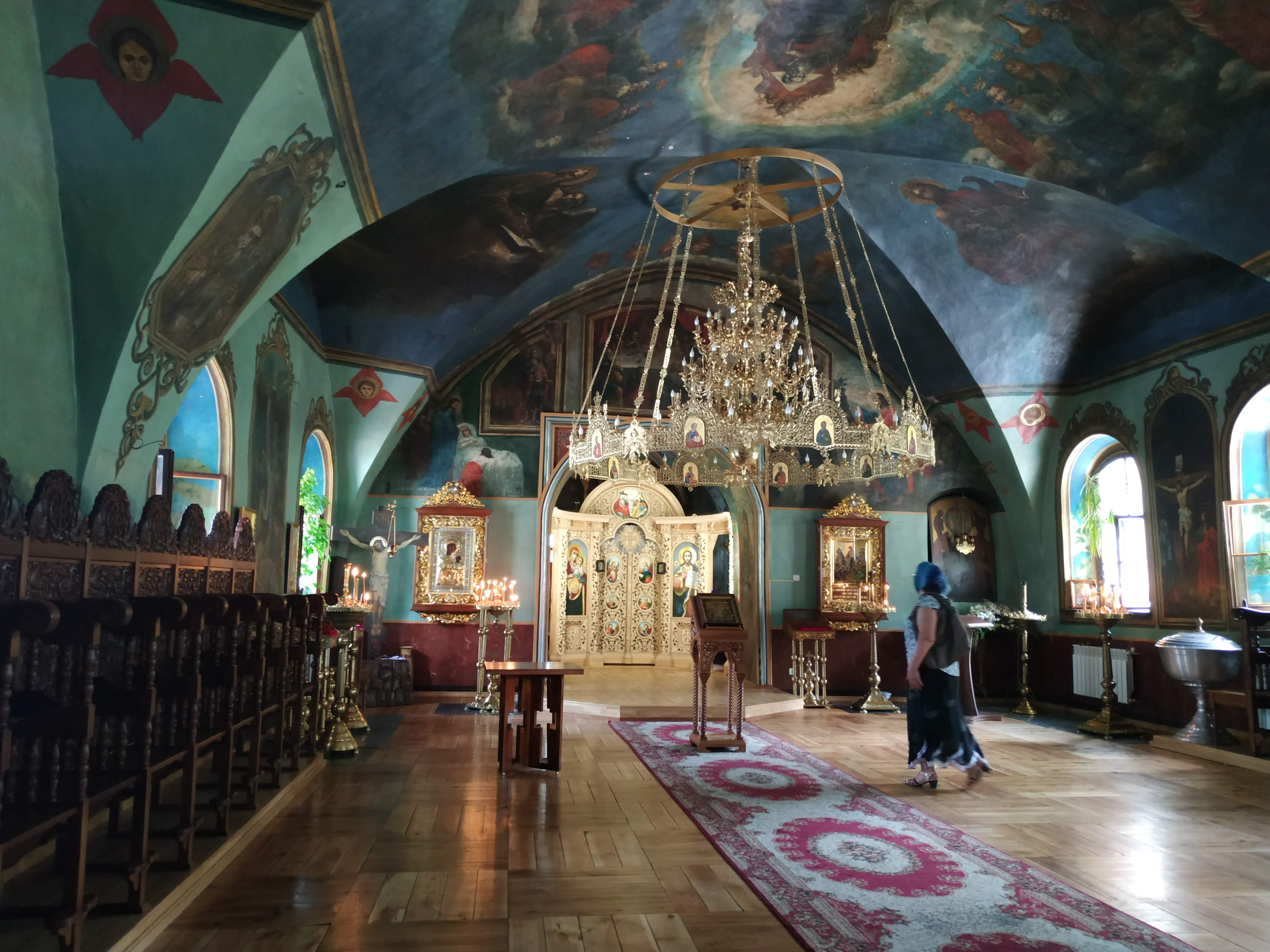
Інтер'єр Спаської трапезної із стасидіями у Видубицькому монастирі. Київ 2019 рік

Стасидія, стасидії (грец. στασίδια — лава, також церковна лавка) — в грецькій православній традиції крісло в храмі з відкидним сидінням і невеликим місцем для стояння, яке утворюється після відкидання сидіння. Поширені в храмах Греції, Афону, Кіпру, Єгипту, Сирії, Палестини, Туреччини, Болгарії, Румунії, Грузії.

## Призначення
Стасидія дозволяє сидіти або спиратися на неї (напівсидіти) в залежності від моменту богослужіння. Виготовляються з дерева, як правило, прикрашені різьбленням. Традиційні стасидії — це стільці з високою спинкою, відкидними сидіннями і подвійними підлокітниками (для сидіння і стояння). Можуть бути виготовлені у вигляді ряду, в якому стасидії розділені підлокітниками.
Найчастіше розташування стасидії і їх призначення регламентовано (стасидії співочих хорів, ігуменський, ктиторський, іменні і т. д. ). Монастирські традиції вказують час сидіння в стасидії і виходу з них. Ігумену монастиря можуть бути призначені різні стасидії в залежності від значимості свята, того, хто здійснює службу, яка служба відбувається і т. д. (наприклад, на Афоні ігумен стоїть в стасидії за правою колоною, поруч з червоними воротами, під час читання часів, повечір'я і полунощніци, а в стасидії за правою колоною біля вихідних дверей — під час літії). Трон (Горний престол) Горішнього місця у вівтарі теж є різновидом стасидії. Цей трон призначений для архієрея, прикрашений багатим різьбленням і забезпечений, як правило, м'яким сидінням.
В Україні стасидії (крім кліросних і Горішнього престолу ) дуже рідкісні в парафіяльних храмах, їх роль виконують пристінні лави. Стасидії іноді встановлюються в монастирях, наприклад, в Видубицькому монастирі.